# Dúbrovka (Briansk)
|  | Per a altres significats, vegeu «Dubrovka». |

Dúbrovka (en rus: Дубровка) és un poble (un possiólok) de l'óblast de Briansk, a Rússia, segons el cens del 2021 tenia 6.793 habitants. És el centre administratiu del districte (raion) homònim.